# Шмидт, Фредерик
Фредерик Шмидт (англ. Frederick Schmidt, род. 1984, Лондон, Великобритания) — британский актёр. Наибольшую известность ему принесло участие в фильмах «Миссия невыполнима: Последствия» и «Падение Ангела».

## Биография и карьера
Фредерик Шмидт снимается в основном в английском кинематографе. Однако стоит отметить его съёмки в 2019 году в американском приключенческом боевике режиссёра Кристофера Маккуорри «Миссия невыполнима: Последствия» (англ. Mission: Impossible – Fallout), продолжение фильма «Миссия невыполнима: Племя изгоев» (2015) . Партнёром Шмидта по фильму стал Том Круз . 

## Фильмография
| Год         | Название                                          | Оригинальное название                         | Роль                    | Примечания                             |
| ----------- | ------------------------------------------------- | --------------------------------------------- | ----------------------- | -------------------------------------- |
| 2013        | От звонка до звонка                               | Starred Up                                    | офицер Джентри          | режиссёр Дэвид Маккензи                |
| 2014        | Снег в раю                                        | Snow in Paradise                              | Дэйв                    | главная роль                           |
| 2014        | Второе пришествие                                 | Second Coming                                 | Джейсон                 |                                        |
| 2016        | Уличные коты                                      | Alleycats                                     | Сид                     | Режиссёр Айан Бонхот                   |
| 2016        | Преисподняя                                       | Brimstone                                     | Шериф Зик               | режиссёр и сценарист Мартин Кулховен   |
| 2016        | Калейдоскоп                                       | Kaleidoscope                                  | Уэсли                   |                                        |
| 2016 — 2017 | Супергёрл                                         | Supergirl                                     | Джон Корбен / Металло I | телесериал, второй сезон, третья серия |
| 2017        | Табу                                              | Taboo                                         | преследователь          | телесериал, первый сезон, пятая серия  |
| 2017        | Флэш                                              | The Flash                                     | Металло-Х               | телесериал                             |
| 2017        | Клеймо                                            | The Marker                                    | Марли Дин Джейкобс      |                                        |
| 2018        | Миссия невыполнима: Последствия                   | Mission: Impossible – Fallout                 | Зола                    |                                        |
| 2018        | Нулевой пациент                                   | Patient Zero                                  | Джо Кокер               |                                        |
| 2019        | Падение Ангела                                    | Angel Has Fallen                              | Трэвис Коул             | режиссёр Рик Роман Во                  |
| 2019        | В ожидании Ани                                    | Waiting for Anya                              | Бенджамин               | главная роль                           |
| 2019        |                                                   | Big Gold Brick                                | Перси                   |                                        |
| 2020        | Алиенист                                          | The Alienist                                  | Гу Гу Нокс              | телесериал, второй сезон               |
| 2023        | Миссия невыполнима: Смертельная расплата. Часть 1 | Mission: Impossible – Dead Reckoning Part One | Зола Митцополис         |                                        |